# Gyodongdo
Gyodongdo (koreanska: 교동도) är en ö i Sydkorea.   Den ligger i provinsen Incheon, i den nordvästra delen av landet, 70 km väster om huvudstaden Seoul. Arean är 47 kvadratkilometer.
Terrängen på Gyodongdo är platt. Öns högsta punkt är 235 meter över havet. Den sträcker sig 7,6 kilometer i nord-sydlig riktning, och 11,8 kilometer i öst-västlig riktning.